# Kivitok
Kivitok är en halvö i Finland.   Den ligger i landskapet Egentliga Finland, i den sydvästra delen av landet, 180 km väster om huvudstaden Helsingfors. Kivitok ligger på ön Maskinnamo.